# Liste des ministres belges de l'Intérieur
Pour les autres articles nationaux ou selon les autres juridictions, voir Ministre de l'Intérieur.
Ceci est une liste des ministres de l'Intérieur de Belgique, depuis l'Indépendance de 1830 jusqu'à nos jours.
Depuis le 3 février 2025, le ministre de l'Intérieur et de la Sécurité, chargé de Beliris est Bernard Quintin, au sein du gouvernement de Bart De Wever.

## Liste des ministres (depuis 1831)
| Titulaire | Titulaire                | Titulaire | Titulaire                               | Parti                                          | Mandat                                                          | Gouvernement                                                    | Portefeuille ministériel | Souverain                            |
| --------- | ------------------------ | --- | --------------------------------------- | ---------------------------------------------- | --------------------------------------------------------------- | --------------------------------------------------------------- | --- | ------------------------------------ |
| 1         |                          | | Jean-François Tielemans (1799-1888)     | Libéral                                        | 26 février 1831 – 28 mars 1831 (1 mois et 2 jours)              | de Gerlache                                                     | Ministre de l'Intérieur | Surlet de Chokier (1831) Régence     |
| 2         |                          | | Étienne de Sauvage (1789-1867)          | Libéral                                        | 28 mars 1831 - 3 août 1831 (4 mois et 6 jours)                  | Lebeau I                                                        | Ministre de l'Intérieur | Surlet de Chokier (1831) Régence     |
| 2         | de Muelenaere            | Léopold Ier (1831-1865)                                                                                         | Étienne de Sauvage (1789-1867)          | Libéral                                        | 28 mars 1831 - 3 août 1831 (4 mois et 6 jours)                  |                                                                 | Ministre de l'Intérieur |                                      |
| 3         | de Muelenaere            | Léopold Ier (1831-1865)                                                                                         |                                         |                                                | Charles de Brouckère (1796-1860)                                | Libéral                                                         | 3 août 1831 – 16 août 1831 (13 jours)                                                                                         | Ministre de l'Intérieur              |
| 4         | de Muelenaere            | Léopold Ier (1831-1865)                                                                                         |                                         |                                                | Théodore Teichmann (1788-1867)                                  | Libéral                                                         | 16 août 1831 – 12 novembre 1831 (2 mois et 27 jours)                                                                          | Ministre de l'Intérieur              |
| 5         | de Muelenaere            | Léopold Ier (1831-1865)                                                                                         |                                         |                                                | Isidore Fallon (1780-1861)                                      | Catholique                                                      | 12 novembre 1831 – 21 novembre 1831 (9 jours)                                                                                 | Ministre de l'Intérieur              |
| 6         | de Muelenaere            | Léopold Ier (1831-1865)                                                                                         |                                         |                                                | Barthélémy de Theux de Meylandt                                 | Catholique                                                      | 21 novembre 1831 – 20 octobre 1832 (10 mois et 29 jours)                                                                      | Ministre de l'Intérieur              |
| 7         |                          | Léopold Ier (1831-1865)                                                                                         |                                         | Charles Rogier (1800-1885)                     | Libéral                                                         | 20 octobre 1832 – 4 août 1834 (1 an, 9 mois et 15 jours)        | Goblet | Ministre de l'Intérieur              |
| (6)       |                          | Léopold Ier (1831-1865)                                                                                         |                                         | Barthélémy de Theux de Meylandt (1794-1874)    | Catholique                                                      | 4 août 1834 – 18 avril 1840 (5 ans, 8 mois et 14 jours)         | de Theux I | Ministre de l'Intérieur              |
| 8         |                          | Léopold Ier (1831-1865)                                                                                         |                                         | Charles Liedts (1802-1878)                     | Libéral                                                         | 18 avril 1840 – 13 avril 1841 (11 mois et 26 jours)             | Lebeau II | Ministre de l'Intérieur              |
| 9         |                          | Léopold Ier (1831-1865)                                                                                         |                                         | Jean-Baptiste Nothomb (1805-1881)              | Libéral                                                         | 13 avril 1841 – 30 juillet 1845 (4 ans, 3 mois et 17 jours)     | Nothomb | Ministre de l'Intérieur              |
| 10        |                          | Léopold Ier (1831-1865)                                                                                         |                                         | Sylvain Van de Weyer (1802-1874)               | Libéral                                                         | 30 juillet 1845 – 31 mars 1846 (8 mois et 1 jour)               | Van de Weyer | Ministre de l'Intérieur              |
| (6)       |                          | Léopold Ier (1831-1865)                                                                                         |                                         | Barthélémy de Theux de Meylandt (1794-1874)    | Catholique                                                      | 31 mars 1846 – 12 août 1847 (1 an, 4 mois et 12 jours)          | de Theux II | Ministre de l'Intérieur              |
| (7)       |                          | Léopold Ier (1831-1865)                                                                                         |                                         | Charles Rogier (1800-1885)                     | Parti libéral                                                   | 12 août 1847 – 31 octobre 1852 (5 ans, 2 mois et 19 jours)      | Rogier I | Ministre de l'Intérieur              |
| 11        |                          | Léopold Ier (1831-1865)                                                                                         |                                         | Ferdinand Piercot (1797-1877)                  | Parti libéral                                                   | 31 octobre 1852 – 30 mars 1855 (2 ans, 4 mois et 27 jours)      | de Brouckère | Ministre de l'Intérieur              |
| 12        |                          | Léopold Ier (1831-1865)                                                                                         |                                         | Pierre De Decker (1812-1891)                   | Catholique                                                      | 30 mars 1855 1855 – 9 novembre 1857 (2 ans, 7 mois et 10 jours) | De Decker | Ministre de l'Intérieur              |
| (7)       |                          | Léopold Ier (1831-1865)                                                                                         |                                         | Charles Rogier (1800-1885)                     | Parti libéral                                                   | 9 novembre 1857 – 26 octobre 1861 (3 ans, 11 mois et 17 jours)  | Rogier II | Ministre de l'Intérieur              |
| 13        |                          | Léopold Ier (1831-1865)                                                                                         |                                         | Alphonse Vandenpeereboom (1812-1884)           | Parti libéral                                                   | 26 octobre 1861 – 3 janvier 1868 (6 ans, 2 mois et 8 jours)     | Rogier II | Ministre de l'Intérieur              |
| 13        | Léopold II (1865-1909)   | |                                         | Alphonse Vandenpeereboom (1812-1884)           | Parti libéral                                                   | 26 octobre 1861 – 3 janvier 1868 (6 ans, 2 mois et 8 jours)     | Rogier II | Ministre de l'Intérieur              |
| 14        |                          | | Eudore Pirmez (1830-1890)               | Parti libéral                                  | 3 janvier 1868 – 2 juillet 1870 (2 ans, 5 mois et 29 jours)     | Frère-Orban I                                                   | Ministre de l'Intérieur |                                      |
| 15        |                          | | Joseph Kervyn de Lettenhove (1817-1891) | Catholique                                     | 2 juillet 1870 – 7 décembre 1871 (1 an, 5 mois et 5 jours)      | d'Anethan                                                       | Ministre de l'Intérieur |                                      |
| 16        |                          | | Charles Delcour (1811-1889)             | Catholique                                     | 7 décembre 1871 – 19 juin 1878 (6 ans, 6 mois et 12 jours)      | Malou I                                                         | Ministre de l'Intérieur |                                      |
| 17        |                          | | Gustave Rolin-Jaequemyns (1835-1902)    | Parti libéral                                  | 19 juin 1878 – 16 juin 1884 (5 ans, 11 mois et 28 jours)        | Frère-Orban II                                                  | Ministre de l'Intérieur |                                      |
| 18        |                          | | Victor Jacobs (1838-1891)               | Parti catholique                               | 16 juin 1884 – 26 octobre 1884 (4 mois et 10 jours)             | Malou II                                                        | Ministre de l'Intérieur |                                      |
| 19        |                          | | Joseph Thonissen (1816-1891)            | Parti catholique                               | 26 octobre 1884 – 27 octobre 1887 (3 ans et 1 jour)             | Beernaert                                                       | Ministre de l'Intérieur |                                      |
| 20        |                          | | Joseph Devolder (1842-1919)             | Parti catholique                               | 27 octobre 1887 – 6 novembre 1890 (3 ans et 10 jours)           | Beernaert                                                       | Ministre de l'Intérieur |                                      |
| 21        |                          | | Ernest Mélot (1840-1910)                | Parti catholique                               | 6 novembre 1890 – 2 mars 1891 (3 mois et 24 jours)              | Beernaert                                                       | Ministre de l'Intérieur |                                      |
| 22        |                          | | Jules de Burlet (1844-1897)             | Parti catholique                               | 2 mars 1891 – 25 mai 1895 (4 ans, 2 mois et 23 jours)           | Beernaert                                                       | Ministre de l'Intérieur |                                      |
| 22        | de Burlet                | Ministre de l'Intérieur                                                                                         | Jules de Burlet (1844-1897)             | Parti catholique                               | 2 mars 1891 – 25 mai 1895 (4 ans, 2 mois et 23 jours)           |                                                                 | |                                      |
| 23        | de Burlet                | |                                         | Frans Schollaert (1851-1917)                   | Parti catholique                                                | 25 mai 1895 – 5 août 1899 (4 ans, 2 mois et 11 jours)           | Ministre de l'Intérieur |                                      |
| 23        | de Smet de Naeyer I      | Ministre de l'Intérieur                                                                                         |                                         | Frans Schollaert (1851-1917)                   | Parti catholique                                                | 25 mai 1895 – 5 août 1899 (4 ans, 2 mois et 11 jours)           | |                                      |
| 23        | Vandenpeereboom          | Ministre de l'Intérieur                                                                                         |                                         | Frans Schollaert (1851-1917)                   | Parti catholique                                                | 25 mai 1895 – 5 août 1899 (4 ans, 2 mois et 11 jours)           | |                                      |
| 24        |                          | | Jules de Trooz (1857-1907)              | Parti catholique                               | 5 août 1899 – 31 décembre 1907 (8 ans, 4 mois et 26 jours)      | de Smet de Naeyer II                                            | Ministre de l'Intérieur |                                      |
| 24        | de Trooz                 | Ministre de l'Intérieur                                                                                         | Jules de Trooz (1857-1907)              | Parti catholique                               | 5 août 1899 – 31 décembre 1907 (8 ans, 4 mois et 26 jours)      |                                                                 | |                                      |
| (23)      |                          | | Frans Schollaert (1851-1917)            | Parti catholique                               | 9 janvier 1908 – 5 septembre 1910 (2 ans, 7 mois et 27 jours)   | Schollaert                                                      | Ministre de l'Intérieur |                                      |
| (23)      | Albert Ier (1909-1934)   | | Frans Schollaert (1851-1917)            | Parti catholique                               | 9 janvier 1908 – 5 septembre 1910 (2 ans, 7 mois et 27 jours)   | Schollaert                                                      | Ministre de l'Intérieur |                                      |
| 25        |                          | | Paul Berryer (1868-1936)                | Parti catholique                               | 5 septembre 1910 – 21 novembre 1918 (8 ans, 2 mois et 16 jours) | Schollaert                                                      | Ministre de l'Intérieur |                                      |
| 25        | de Broqueville I         | Ministre de l'Intérieur                                                                                         | Paul Berryer (1868-1936)                | Parti catholique                               | 5 septembre 1910 – 21 novembre 1918 (8 ans, 2 mois et 16 jours) |                                                                 | |                                      |
| 25        | Cooreman                 | Ministre de l'Intérieur                                                                                         | Paul Berryer (1868-1936)                | Parti catholique                               | 5 septembre 1910 – 21 novembre 1918 (8 ans, 2 mois et 16 jours) |                                                                 | |                                      |
| 26        |                          | | Charles de Broqueville (1860-1940)      | Parti catholique                               | 21 novembre 1918 – 2 décembre 1919 (1 an, 10 mois et 11 jours)  | Delacroix I                                                     | Ministre de l'Intérieur |                                      |
| 27        |                          | | Jules Renkin (1862-1934)                | Parti catholique                               | 2 décembre 1919 – 2 juin 1920 (6 mois)                          | Delacroix II                                                    | Ministre de l'Intérieur |                                      |
| 28        |                          | | Henri Jaspar (1870-1939)                | Parti catholique                               | 2 juin 1920 – 20 novembre 1920 (5 mois et 18 jours)             | Delacroix II                                                    | Ministre de l'Intérieur |                                      |
| 29        |                          | | Henri Carton de Wiart (1869-1951)       | Parti catholique                               | 20 novembre 1920 – 15 décembre 1921 (1 an et 25 jours)          | Carton de Wiart                                                 | Premier ministre et Ministre de l'Intérieur                                                                                   |                                      |
| (25)      |                          | | Paul Berryer (1868-1936)                | Parti catholique                               | 15 décembre 1921 – 13 mai 1925 (3 ans, 4 mois et 28 jours)      | Theunis I                                                       | Ministre de l'Intérieur et de la Santé publique                                                                               |                                      |
| 30        |                          | | Prosper Poullet (1868-1937)             | Parti catholique                               | 13 mai 1925 – 17 mai 1925 (4 jours)                             | Vande Vyvere                                                    | Ministre de l'Intérieur et de la Santé publique                                                                               |                                      |
| 31        |                          | | Édouard Rolin-Jaequemyns (1863-1936)    | Extra-parlementaire                            | 17 mai 1925 – 20 mai 1926 (1 an et 3 jours)                     | Poullet                                                         | Ministre de l'Intérieur et de la Santé publique                                                                               |                                      |
| (28)      |                          | | Henri Jaspar (1870-1939)                | Parti catholique                               | 20 mai 1926 – 18 janvier 1927 (7 mois et 29 jours)              | Jaspar I                                                        | Premier ministre, Ministre de l'Intérieur et de la Santé publique                                                             |                                      |
| 32        |                          | | Maurice Vauthier (1860-1931)            | Parti libéral                                  | 18 janvier 1927 – 22 novembre 1927 (10 mois et 4 jours)         | Jaspar I                                                        | Ministre de l'Intérieur et de la Santé publique                                                                               |                                      |
| 33        |                          | | Albert Carnoy (1878-1961)               | Parti catholique                               | 22 novembre 1927 – 19 octobre 1929 (1 an, 10 mois et 27 jours)  | Jaspar II                                                       | Ministre de l'Intérieur et de la Santé publique                                                                               |                                      |
| 34        |                          | | Henri Baels (1878-1951)                 | Parti catholique                               | 19 octobre 1929 – 18 mai 1931 (1 an, 6 mois et 29 jours)        | Jaspar II                                                       | Ministre de l'Intérieur et de la Santé publique                                                                               |                                      |
| (28)      |                          | | Henri Jaspar (1870-1939)                | Parti catholique                               | 18 mai 1931 – 15 juin 1931 (28 jours)                           | Jaspar II                                                       | Ministre de l'Intérieur et de la Santé publique                                                                               |                                      |
| (27)      |                          | | Jules Renkin (1862-1934)                | Parti catholique                               | 15 juin 1931 – 27 février 1932 (8 mois et 12 jours)             | Renkin                                                          | Premier ministre, Ministre de l'Intérieur et de la Santé publique                                                             |                                      |
| 35        |                          | | Henri Carton de Tournai (1878-1969)     | Parti catholique                               | 27 février 1932 – 22 octobre 1932 (7 mois et 25 jours)          | Renkin                                                          | Ministre de l'Intérieur et de la Santé publique                                                                               |                                      |
| (30)      |                          | | Prosper Poullet (1868-1937)             | Parti catholique                               | 22 octobre 1932 – 12 juin 1934 (1 an, 7 mois et 21 jours)       | de Broqueville III                                              | Ministre de l'Intérieur |                                      |
| (30)      | Léopold III (1934-1951)  | | Prosper Poullet (1868-1937)             | Parti catholique                               | 22 octobre 1932 – 12 juin 1934 (1 an, 7 mois et 21 jours)       | de Broqueville III                                              | Ministre de l'Intérieur |                                      |
| 36        |                          | | Hubert Pierlot (1883-1963)              | Parti catholique                               | 12 juin 1934 – 25 mars 1935 (9 mois et 13 jours)                | de Broqueville III                                              | Ministre de l'Intérieur |                                      |
| 36        | Theunis II               | Ministre de l'Intérieur                                                                                         | Hubert Pierlot (1883-1963)              | Parti catholique                               | 12 juin 1934 – 25 mars 1935 (9 mois et 13 jours)                |                                                                 | |                                      |
| 37        |                          | | Charles du Bus de Warnaffe (1894-1965)  | Parti catholique                               | 25 mars 1935 – 13 juin 1936 (1 an, 2 mois et 19 jours)          | Van Zeeland I                                                   | Ministre de l'Intérieur |                                      |
| 38        |                          | | August De Schryver (1898-1991)          | Parti catholique                               | 13 juin 1936 – 24 novembre 1937 (1 an, 5 mois et 11 jours)      | Van Zeeland II                                                  | Ministre de l'Intérieur |                                      |
| 39        |                          | | Octave Dierckx (1882-1955)              | Parti libéral                                  | 24 novembre 1937 – 15 mai 1938 (5 mois et 21 jours)             | Janson                                                          | Ministre de l'Intérieur |                                      |
| 40        |                          | | Joseph Merlot (1886-1959)               | POB                                            | 15 mai 1938 – 22 février 1939 (9 mois et 7 jours)               | Spaak I                                                         | Ministre de l'Intérieur et de la Santé publique                                                                               |                                      |
| 41        |                          | | Willem Eekelers (1883-1954)             | POB                                            | 22 février 1939 – 18 avril 1939 (1 mois et 27 jours)            | Pierlot I                                                       | Ministre de l'Intérieur et de la Santé publique                                                                               |                                      |
| 42        |                          | | Albert Devèze (1881-1959)               | Parti libéral                                  | 18 avril 1939 – 5 janvier 1940 (8 mois et 18 jours)             | Pierlot II                                                      | Ministre de l'Intérieur |                                      |
| 42        | Pierlot III              | Ministre de l'Intérieur                                                                                         | Albert Devèze (1881-1959)               | Parti libéral                                  | 18 avril 1939 – 5 janvier 1940 (8 mois et 18 jours)             |                                                                 | |                                      |
| 43        | Pierlot III              | |                                         | Arthur Vanderpoorten (1884-1945)               | Parti libéral                                                   | 5 janvier 1940 – 3 mai 1943 (3 ans, 3 mois et 28 jours)         | |                                      |
| 43        | Pierlot IV               | Ministre sans portefeuille                                                                                      |                                         | Arthur Vanderpoorten (1884-1945)               | Parti libéral                                                   | 5 janvier 1940 – 3 mai 1943 (3 ans, 3 mois et 28 jours)         | |                                      |
| (38)      | Pierlot IV               | |                                         | August De Schryver (1898-1991)                 | Parti catholique                                                | 3 mai 1943 – 26 septembre 1944 (1 an, 4 mois et 23 jours)       | Ministre sans portefeuille |                                      |
| 44        |                          | | Edmond Ronse (1889-1960)                | PSC-CVP                                        | 26 septembre 1944 – 2 août 1945 (10 mois et 7 jours)            | Pierlot V                                                       | Ministre de l'Intérieur | Prince Charles (Régence) (1944-1950) |
| 44        | Pierlot VI               | Ministre de l'Intérieur                                                                                         | Edmond Ronse (1889-1960)                | PSC-CVP                                        | 26 septembre 1944 – 2 août 1945 (10 mois et 7 jours)            |                                                                 | | Prince Charles (Régence) (1944-1950) |
| 44        | Van Acker I              | Ministre de l'Intérieur                                                                                         | Edmond Ronse (1889-1960)                | PSC-CVP                                        | 26 septembre 1944 – 2 août 1945 (10 mois et 7 jours)            |                                                                 | | Prince Charles (Régence) (1944-1950) |
| 45        |                          | | Adolphe Van Glabbeke (1904-1959)        | PLP-PVV                                        | 2 août 1945 – 13 mars 1946 (7 mois et 11 jours)                 | Van Acker II                                                    | Ministre de l'Intérieur | Prince Charles (Régence) (1944-1950) |
| (40)      |                          | | Joseph Merlot (1886-1959)               | PSB-BSP                                        | 13 mars 1946 – 31 mars 1946 (18 jours)                          | Spaak II                                                        | Ministre de l'Intérieur | Prince Charles (Régence) (1944-1950) |
| 46        |                          | | Auguste Buisseret (1888-1965)           | PLP-PVV                                        | 31 mars 1946 – 20 mars 1947 (11 mois et 17 jours)               | Van Acker III                                                   | Ministre de l'Intérieur | Prince Charles (Régence) (1944-1950) |
| 46        | Huysmans                 | Ministre de l'Intérieur                                                                                         | Auguste Buisseret (1888-1965)           | PLP-PVV                                        | 31 mars 1946 – 20 mars 1947 (11 mois et 17 jours)               |                                                                 | | Prince Charles (Régence) (1944-1950) |
| 47        |                          | | Pierre Vermeylen (1904-1991)            | PSB-BSP                                        | 20 mars 1947 – 11 août 1949 (2 ans, 4 mois et 22 jours)         | Spaak III                                                       | Ministre de l'Intérieur | Prince Charles (Régence) (1944-1950) |
| 47        | Spaak IV                 | Ministre de l'Intérieur                                                                                         | Pierre Vermeylen (1904-1991)            | PSB-BSP                                        | 20 mars 1947 – 11 août 1949 (2 ans, 4 mois et 22 jours)         |                                                                 | | Prince Charles (Régence) (1944-1950) |
| 48        |                          | | Albert de Vleeschauwer (1897-1971)      | PSC-CVP                                        | 11 août 1949 – 16 août 1950 (1 an et 5 jours)                   | G. Eyskens I                                                    | Ministre de l'Intérieur | Prince Charles (Régence) (1944-1950) |
| 48        | Duvieusart               | Ministre de l'Intérieur                                                                                         | Albert de Vleeschauwer (1897-1971)      | PSC-CVP                                        | 11 août 1949 – 16 août 1950 (1 an et 5 jours)                   |                                                                 | | Prince Charles (Régence) (1944-1950) |
| 48        | Duvieusart               | Ministre de l'Intérieur                                                                                         | Albert de Vleeschauwer (1897-1971)      | PSC-CVP                                        | 11 août 1949 – 16 août 1950 (1 an et 5 jours)                   | Léopold III (1934-1951)                                         | |                                      |
| 49        |                          | | Maurice Brasseur (1909-1996)            | PSC-CVP                                        | 16 août 1950 – 15 janvier 1952 (1 an, 4 mois et 30 jours)       | Pholien                                                         | Ministre de l'Intérieur |                                      |
| 49        | Baudouin (1951-1993)     | | Maurice Brasseur (1909-1996)            | PSC-CVP                                        | 16 août 1950 – 15 janvier 1952 (1 an, 4 mois et 30 jours)       | Pholien                                                         | Ministre de l'Intérieur |                                      |
| 50        |                          | | Ludovic Moyersoen (1904-1992)           | PSC-CVP                                        | 15 janvier 1952 – 23 avril 1954 (2 ans, 3 mois et 8 jours)      | Van Houtte                                                      | Ministre de l'Intérieur |                                      |
| (47)      |                          | | Pierre Vermeylen (1904-1991)            | PSB-BSP                                        | 23 avril 1954 – 26 juin 1958 (4 ans, 2 mois et 3 jours)         | Van Acker IV                                                    | Ministre de l'Intérieur |                                      |
| 51        |                          | | Charles Héger (1902-1984)               | PSC-CVP                                        | 26 juin 1958 – 6 novembre 1958 (4 mois et 11 jours)             | G. Eyskens II                                                   | Ministre de l'Intérieur |                                      |
| 52        |                          | | René Lefebvre (1893-1976)               | PLP-PVV                                        | 6 novembre 1958 – 25 avril 1961 (2 ans, 5 mois et 19 jours)     | G. Eyskens III                                                  | Ministre de l'Intérieur |                                      |
| 52        | G. Eyskens III (remanié) | Vice-président du Cabinet et Ministre de l'Intérieur                                                            | René Lefebvre (1893-1976)               | PLP-PVV                                        | 6 novembre 1958 – 25 avril 1961 (2 ans, 5 mois et 19 jours)     |                                                                 | |                                      |
| 53        |                          | | Arthur Gilson (1915-2004)               | PSC-CVP                                        | 25 avril 1961 – 28 juillet 1965 (4 ans, 3 mois et 3 jours)      | Lefèvre                                                         | Ministre de l'Intérieur et de la Fonction publique                                                                            |                                      |
| 54        |                          | | Alfons Vranckx (1907-1979)              | PSB-BSP                                        | 28 juillet 1965 – 19 mars 1966 (7 mois et 19 jours)             | Harmel                                                          | Ministre de l'Intérieur |                                      |
| 55        |                          | | Herman Vanderpoorten (1922-1984)        | PLP-PVV                                        | 19 mars 1966 – 17 juin 1968 (2 ans, 2 mois et 29 jours)         | Vanden Boeynants I                                              | Ministre de l'Intérieur |                                      |
| 56        |                          | | Lucien Harmegnies (1916-1994)           | PSB-BSP                                        | 17 juin 1968 – 20 janvier 1972 (3 ans, 7 mois et 3 jours)       | G. Eyskens IV                                                   | Ministre de l'Intérieur |                                      |
| 57        |                          | | Renaat Van Elslande (1916-2000)         | CVP                                            | 20 janvier 1972 – 26 janvier 1973 (1 an et 6 jours)             | Gaston Eyskens V                                                | Ministre de l'Intérieur |                                      |
| 58        |                          | | Édouard Close (1929-2017)               | PSB-BSP                                        | 26 janvier 1973 – 25 avril 1974 (1 an, 2 mois et 30 jours)      | Leburton I                                                      | Ministre de l'Intérieur |                                      |
| 58        | Leburton II              | Ministre de l'Intérieur                                                                                         | Édouard Close (1929-2017)               | PSB-BSP                                        | 26 janvier 1973 – 25 avril 1974 (1 an, 2 mois et 30 jours)      |                                                                 | |                                      |
| 59        |                          | | Charles Hanin (1914-2012)               | PSC                                            | 25 avril 1974 – 10 juin 1974 (1 mois et 16 jours)               | Tindemans I                                                     | Ministre de l'Intérieur |                                      |
| 60        |                          | | Joseph Michel (1925-2016)               | PSC                                            | 10 juin 1974 – 3 juin 1977 (2 ans, 11 mois et 24 jours)         | Tindemans II                                                    | Ministre de l'Intérieur |                                      |
| 60        | Tindemans III            | Ministre de l'Intérieur                                                                                         | Joseph Michel (1925-2016)               | PSC                                            | 10 juin 1974 – 3 juin 1977 (2 ans, 11 mois et 24 jours)         |                                                                 | |                                      |
| 61        |                          | | Henri Boel (1931- )                     | PSB-BSP                                        | 3 juin 1977 – 3 avril 1979 (1 an et 10 mois)                    | Tindemans IV                                                    | Ministre de l'Intérieur |                                      |
| 61        |                          | BSP | Henri Boel (1931- )                     | Vanden Boeynants II                            | 3 juin 1977 – 3 avril 1979 (1 an et 10 mois)                    | Ministre de l'Intérieur                                         | |                                      |
| 62        |                          | | Georges Gramme (1926-1985)              | PSC                                            | 3 avril 1979 – 18 mai 1980 (1 an, 1 mois et 15 jours)           | Martens I                                                       | Ministre de l'Intérieur et des Réformes institutionnelles                                                                     |                                      |
| 62        | Martens II               | Ministre de l'Intérieur, des Réformes institutionnelles et de la Politique scientifique                         | Georges Gramme (1926-1985)              | PSC                                            | 3 avril 1979 – 18 mai 1980 (1 an, 1 mois et 15 jours)           |                                                                 | |                                      |
| 63        |                          | | Philippe Moureaux (1939-2018)           | PS                                             | 18 mai 1980 – 22 octobre 1980 (5 mois et 4 jours)               | Martens III                                                     | Ministre de l'Intérieur et des Réformes institutionnelles                                                                     |                                      |
| 64        |                          | | Guy Mathot (1941-2005)                  | PS                                             | 22 octobre 1980 – 26 février 1981 (4 mois et 4 jours)           | Martens IV                                                      | Ministre de l'Intérieur et des Réformes institutionnelles                                                                     |                                      |
| 65        |                          | | Philippe Busquin (1941- )               | PS                                             | 26 février 1981 – 17 décembre 1981 (9 mois et 21 jours)         | Martens IV                                                      | |                                      |
| 65        | M. Eyskens               | Ministre de l'Intérieur et de l'Éducation nationale                                                             | Philippe Busquin (1941- )               | PS                                             | 26 février 1981 – 17 décembre 1981 (9 mois et 21 jours)         |                                                                 | |                                      |
| 66        |                          | | Charles-Ferdinand Nothomb (1936-2023)   | PSC                                            | 17 décembre 1981 – 18 octobre 1986 (4 ans, 10 mois et 1 jour)   | Martens V                                                       | Vice-Premier ministre, Ministre de l'Intérieur et de la Fonction publique                                                     |                                      |
| 66        | Martens VI               | Vice-Premier ministre, Ministre de l'Intérieur, de la Fonction publique et de la Décentralisation               | Charles-Ferdinand Nothomb (1936-2023)   | PSC                                            | 17 décembre 1981 – 18 octobre 1986 (4 ans, 10 mois et 1 jour)   |                                                                 | |                                      |
| (60)      | Martens VI               | |                                         | Joseph Michel (1925-2016)                      | PSC                                                             | 18 octobre 1986 – 9 mai 1988 (1 an, 6 mois et 21 jours)         | |                                      |
| (60)      | Martens VII              | Ministre de l'Intérieur, de la Fonction publique et de la Décentralisation                                      |                                         | Joseph Michel (1925-2016)                      | PSC                                                             | 18 octobre 1986 – 9 mai 1988 (1 an, 6 mois et 21 jours)         | |                                      |
| 67        |                          | | Louis Tobback (1938- )                  | SP                                             | 9 mai 1988 – 10 octobre 1994 (6 ans, 5 mois et 1 jour)          | Martens VIII                                                    | Ministre de l'Intérieur, de la Modernisation des services publics et des Institutions culturelles et scientifiques nationales |                                      |
| 67        | Martens IX               | Ministre de l'Intérieur, de la Modernisation du service public et des Institutions culturelles et scientifiques | Louis Tobback (1938- )                  | SP                                             | 9 mai 1988 – 10 octobre 1994 (6 ans, 5 mois et 1 jour)          |                                                                 | |                                      |
| 67        | Dehaene I                | Ministre de l'Intérieur et de la fonction publique                                                              | Louis Tobback (1938- )                  | SP                                             | 9 mai 1988 – 10 octobre 1994 (6 ans, 5 mois et 1 jour)          |                                                                 | |                                      |
| 67        | Dehaene I                | Ministre de l'Intérieur et de la fonction publique                                                              | Louis Tobback (1938- )                  | SP                                             | 9 mai 1988 – 10 octobre 1994 (6 ans, 5 mois et 1 jour)          | Albert II (1993-2013)                                           | |                                      |
| 68        | Dehaene I                | |                                         | Johan Vande Lanotte (1955- )                   | SP                                                              | 10 octobre 1994 – 24 avril 1998 (3 ans, 6 mois et 14 jours)     | Ministre de l'Intérieur et de la fonction publique                                                                            |                                      |
| 68        | Dehaene II               | Vice-Premier ministre, Ministre de l'Intérieur                                                                  |                                         | Johan Vande Lanotte (1955- )                   | SP                                                              | 10 octobre 1994 – 24 avril 1998 (3 ans, 6 mois et 14 jours)     | |                                      |
| (67)      | Dehaene II               | |                                         | Louis Tobback (1938- )                         | SP                                                              | 24 avril 1998 – 26 septembre 1998 (5 mois et 2 jours)           | Vice-Premier ministre, Ministre de l'Intérieur                                                                                |                                      |
| 69        | Dehaene II               | |                                         | Luc Van den Bossche (1947- )                   | SP                                                              | 26 septembre 1998 – 12 juillet 1999 (9 mois et 16 jours)        | Vice-Premier ministre, Ministre de l'Intérieur                                                                                |                                      |
| 70        |                          | | Antoine Duquesne (1941-2010)            | PRL                                            | 12 juillet 1999 – 11 juillet 2003 (3 ans, 11 mois et 29 jours)  | Verhofstadt I                                                   | Ministre de l'Intérieur |                                      |
| 70        | MR                       | | Antoine Duquesne (1941-2010)            |                                                | 12 juillet 1999 – 11 juillet 2003 (3 ans, 11 mois et 29 jours)  | Verhofstadt I                                                   | Ministre de l'Intérieur |                                      |
| 71        |                          | | Patrick Dewael (1955- )                 | VLD                                            | 11 juillet 2003 – 30 décembre 2008 (5 ans, 5 mois et 19 jours)  | Verhofstadt II                                                  | Vice-Premier ministre, Ministre de l'Intérieur                                                                                |                                      |
| 71        |                          | Open Vld | Patrick Dewael (1955- )                 | Verhofstadt III                                | 11 juillet 2003 – 30 décembre 2008 (5 ans, 5 mois et 19 jours)  | Ministre de l'Intérieur                                         | |                                      |
| 71        | Leterme I                | Open Vld | Patrick Dewael (1955- )                 | Vice-Premier ministre, Ministre de l'Intérieur | 11 juillet 2003 – 30 décembre 2008 (5 ans, 5 mois et 19 jours)  |                                                                 | |                                      |
| 72        |                          | | Guido De Padt (1954- )                  | Open Vld                                       | 30 décembre 2008 – 17 juillet 2009 (6 mois et 17 jours)         | Van Rompuy                                                      | Ministre de l'Intérieur |                                      |
| 73        |                          | | Annemie Turtelboom (1967- )             | Open Vld                                       | 17 juillet 2009 – 6 décembre 2011 (2 ans, 4 mois et 19 jours)   | Van Rompuy                                                      | Ministre de l'Intérieur |                                      |
| 73        | Leterme II               | | Annemie Turtelboom (1967- )             | Open Vld                                       | 17 juillet 2009 – 6 décembre 2011 (2 ans, 4 mois et 19 jours)   |                                                                 | Ministre de l'Intérieur |                                      |
| 74        |                          | | Joëlle Milquet (1961- )                 | cdH                                            | 6 décembre 2011 – 22 juillet 2014 (2 ans, 7 mois et 16 jours)   | Di Rupo                                                         | Vice-Première ministre, Ministre de l'Intérieur et de l'Égalité des chances                                                   |                                      |
| 74        | Philippe (2013- )        | | Joëlle Milquet (1961- )                 | cdH                                            | 6 décembre 2011 – 22 juillet 2014 (2 ans, 7 mois et 16 jours)   | Di Rupo                                                         | Vice-Première ministre, Ministre de l'Intérieur et de l'Égalité des chances                                                   |                                      |
| 75        |                          | | Melchior Wathelet (1977- )              | cdH                                            | 22 juillet 2014 – 11 octobre 2014 (2 mois et 19 jours)          | Di Rupo                                                         | Vice-Premier ministre, Ministre de l'Intérieur et de l'Égalité des chances                                                    |                                      |
| 76        |                          | | Jan Jambon (1960- )                     | N-VA                                           | 11 octobre 2014 – 9 décembre 2018 (4 ans, 1 mois et 28 jours)   | Michel I                                                        | Vice-Premier ministre, Ministre de la Sécurité et de l'Intérieur, chargé des Grandes villes et de la Régie des bâtiments      |                                      |
| 77        |                          | | Pieter De Crem (1962- )                 | CD&V                                           | 9 décembre 2018 – 1er octobre 2020 (1 an, 9 mois et 22 jours)   | Michel II                                                       | Ministre de la Sécurité et de l'Intérieur                                                                                     |                                      |
| 77        | Wilmès I                 | Ministre de la Sécurité et de l'Intérieur                                                                       | Pieter De Crem (1962- )                 | CD&V                                           | 9 décembre 2018 – 1er octobre 2020 (1 an, 9 mois et 22 jours)   |                                                                 | |                                      |
| 77        | Wilmès II                | Ministre de la Sécurité et de l'Intérieur                                                                       | Pieter De Crem (1962- )                 | CD&V                                           | 9 décembre 2018 – 1er octobre 2020 (1 an, 9 mois et 22 jours)   |                                                                 | |                                      |
| 78        |                          | | Annelies Verlinden (1978- )             | CD&V                                           | 1er octobre 2020 – 3 février 2025 (4 ans, 4 mois et 2 jours)    | De Croo                                                         | Ministre de l'Intérieur, des Réformes institutionnelles et du Renouveau démocratique                                          |                                      |
| 79        |                          | | Bernard Quintin (1971- )                | MR                                             | Depuis le 3 février 2025 (2 mois et 15 jours)                   | De Wever                                                        | Ministre de la Sécurité et de l'Intérieur, chargé de Beliris                                                                  |                                      |

## Frises chronologiques

### XXIesiècle
,